# Лагуновы (Кирово-Чепецкий район)
 Лагуновы  — деревня в Кирово-Чепецком районе Кировской области в составе Федяковского сельского поселения.

## География
Расположена у юго-восточной окраины центра поселения села Шутовщина.

## История
Известна с 1873 года как деревня Алексеевская (Лагунова), где дворов 5 и жителей 51, в 1926 (Лагуновы) 12 и 66, в 1950 (Логуновы) 28 и 112,  в 1989 44 жителя. Настоящее название утвердилось с 1978 года. 

## Население
Постоянное население составляло 41 человека (русские 93%) в 2002 году, 41 в 2010.